# 노차태
노차태(魯且泰, 1929년 1월 2일~2001년 2월 17일)는 대한민국의 제11대 국회의원이다. 본관은 강화(江華).

## 학력
- 동아대학교 법정대학 법학과 졸업

## 경력
- 영진건업(주)대표이사
- 영진호텔대표
- 제2대통일주체국민회의대의원역임
- 국회경과위원회간사
- 한국국민당정책부의장
- 한국국민당재정부위원장
- 부산시당위원장

## 역대 선거 결과
|  | 13.3% |

|  | 4.89% |

|  | 16.89% |

|  | 18.66% |

|  | 29.66% |

|  | 9.39% |